# South Portland, Oregon
South Portland är ett kvarter i centrala Portland i delstaten Oregon i USA, beleäget mellan Willamettefloden och West Hills. Området hette Corbett-Terwilliger-Lair Hill (CLTH) fram till 6 september 2006.
South Portland består av olika områden, South Waterfront, Lair Hill, Corbett, Terwilliger, John's Landing och South Portland Historic District. 

### Fotnoter
1. ↑  ”Neighborhood Briefs” (på engelska). Portland Tribune. 4 september 2006. Arkiverad från originalet den 22 maj 2014. https://web.archive.org/web/20140522193139/http://portlandtribune.com/component/content/article?id=102030. Läst 22 maj 2014.